# Lista de prefeitos de capitais por mandatos exercidos

## Prefeitos eleitos nas capitais brasileiras com mais de dois mandatos eletivos
Listagem parcial ordenada por unidade da federação segundo o critério de ter vencido pelo menos três eleições diretas para prefeito de capital, a partir de 1947, sejam elas ordinárias ou suplementares.
Mudanças na titularidade por cassação ou renúncia do titular são tratadas à parte conforme a disponibilidade de fontes.

### Cinco mandatos
| Localidade e Unidade federativa | Prefeito eleito | Ano da eleição               |
| ------------------------------- | --------------- | ---------------------------- |
| Boa Vista, Roraima              | Teresa Surita   | 1992, 2000, 2004, 2012, 2016 |

### Quatro mandatos
| Localidade e Unidade federativa | Prefeito eleito      | Ano da eleição         |
| ------------------------------- | -------------------- | ---------------------- |
| Aracaju, Sergipe                | Edvaldo Nogueira     | 2004, 2008, 2016, 2020 |
| Natal, Rio Grande do Norte      | Carlos Eduardo Alves | 2000, 2004, 2012, 2016 |
| Goiânia, Goiás                  | Iris Rezende         | 1965, 2004, 2008, 2016 |
| Teresina, Piauí                 | Firmino Filho        | 1996, 2000, 2012, 2016 |
| João Pessoa, Paraíba            | Cícero Lucena        | 1996, 2000, 2020, 2024 |
| Rio de Janeiro, Rio de Janeiro  | Eduardo Paes         | 2008, 2012, 2020, 2024 |

### Três mandatos
| Localidade e Unidade federativa | Prefeito eleito      | Ano da eleição   |
| ------------------------------- | -------------------- | ---------------- |
| Curitiba, Paraná                | Rafael Greca         | 1992, 2016, 2020 |
| Curitiba, Paraná                | Jaime Lerner         | 1970, 1978, 1988 |
| Goiânia, Goiás                  | Nion Albernaz        | 1982, 1988, 1996 |
| Recife, Pernambuco              | Pelópidas Silveira   | 1945, 1954, 1962 |
| São Luis, Maranhão              | Jackson Lago         | 1988, 1996, 2000 |
| Teresina, Piauí                 | Raimundo Wall Ferraz | 1975, 1985, 1992 |
| Manaus, Amazonas                | Amazonino Mendes     | 1982, 1992, 2008 |
| Belém, Pará                     | Edmilson Rodrigues   | 1996, 2000, 2020 |
| Fortaleza, Ceará                | Juraci Magalhães     | 1988, 1996, 2000 |